# 小行星3038
小行星3038（3038 Bernes）是一颗绕太阳运转的小行星，为主小行星带小行星。该小行星于1978年8月31日发现。
該小行星以蘇聯電影演員和歌手馬克·別爾涅斯命名。

## 轨道参数
小行星3038的轨道半长轴为2.4379747 UA，离心率为0.206。